# Sunken Rock
Der Sunken Rock (aus dem Englischen sinngemäß übersetzt Versunkener Felsen) ist ein submariner Rifffelsen im Archipel der Heard und McDonaldinseln im südlichen Indischen Ozean. Er liegt vor der Nordseite der Insel Heard.
Wissenschaftler der Australian National Antarctic Research Expeditions nahmen 1948 seine Vermessung und deskriptive Benennung vor.